# Csontos János
Csontos János (Ózd, 1962. június 16. – Budapest, 2017. december 4.) József Attila-díjas magyar író, költő, Kós Károly-díjas filmrendező.

## Életpályája
Szülővárosában, Ózdon a József Attila Gimnáziumban érettségizett 1980-ban, három szemesztert hallgatott a debreceni Kossuth Lajos Tudományegyetem matematika–fizika szakán, végül ugyanitt diplomázott 1988-ban magyar–francia szakos tanárként. 1989-ben a Bálint György Újságíró Főiskolán is oklevelet szerzett művelődéspolitikai szakon.
Újságírói pályáját a debreceni Egyetemi Életnél kezdte, majd 1987-től a Hajdú-Bihari Napló színi- és filmkritikusaként, kulturális szakírójaként folytatta. 1990-ben megalapította a Debreceni Krónika című napilapot, 1991-ben pedig a Szabadhajdú című hajdúböszörményi hetilapot. 1992-től az Esti Hírlap kulturális rovatvezetője, 1994-től 2015-ig kis megszakításokkal a Magyar Nemzet publicistája, 2003 és 2009 között főmunkatársa. Közben 2001-től másfél éven át a Duna Tv Kalendárium című magazinjának szerkesztője, majd ugyanitt kommunikációs irodavezető. 2000-ig a Napkelte Össztűz, 2005 és 2008 között a Hír Tv Lapzárta című vitaműsorának rendszeres résztvevője. 2009-ben megalapította a Nagyítás című irodalmi hetilapot, amely főszerkesztésével 2010-ig működött. 2011-ben az MTI szerkesztője, 2012-től a HungaroControl Zrt. munkatársa, 2015-től a Napi Gazdaság, majd a Magyar Idők főmunkatársa. Alapítója a Zenekar, a Vegyipar/Chemical Industry, a Stratégiai Tervezés, a Duna Hírnök és a Gloriett című lapoknak. Irodalmi pályáján a debreceni Határ című diákfolyóirat egyik alapító szerkesztője (1986–1988) és a szentendrei Folyam című folyóirat alapító főszerkesztője (1989–1991). Szerkesztője volt a Polisznak (1994–1995), valamint a Magyar Naplónak (1994–1995 és 2012–2015). 2013-ban és 2015-ben NKA-ösztöndíjat kapott regényírásra. Filmes pályáját az ezredfordulón kezdte. Szerkesztette és Glokalfilm nevű cégével gyártotta a Kő kövön (Hír Tv, 2007–2010), az Építészet XXI (Duna Tv, 2011), az Építészkorzó (M1, Duna Tv, 2014-től) és az Írókorzó (Duna Tv, 2016-tól) televíziós magazinokat, továbbá számos más sorozat és egyedi dokumentumfilm producere, szerkesztője, rendezője és/vagy riportere. Politikai vitaműsora: Fonák (Echo Tv, 2015–2016). 2008–2009-ben a Lakiteleki Mozgókép Szemle zsűritagja.
Tagja az Írószövetség választmányának, a Magyar Filmakadémiának, az MMA köztestületének, az NKA szépirodalmi kollégiumának, valamint a Szellemi Honvédelem-díj, a Tokaji Írótábor és a Publishing Hungary kuratóriumának.
1989 óta nős, két leány- és egy fiúgyermeke van. Életének 56. évében, méltósággal viselt, súlyos betegség következtében elhunyt.
„Mindig kételyek töltenek el, hogy vajon elég mély-e az én hitem – de hát a fuldoklónak, aki megtanult vagy éppen nem tanult meg úszni, teljesen mindegy, hogy három- vagy háromszáz méternyi víztömeg hömpölyög-e alatta. Születésünktől halálra vagyunk ítélve, de ifjan még látszólag messze a végpont. Még mesterhármast rúgunk, nyolcszáz méteren hétszáznál hajrát nyitunk, és nem marad előttünk várrom megmászatlanul, szép nő meghódítatlanul, jó könyv kiolvasatlanul. Ebbe a másik célegyenesbe fordulva viszont minden nyilallás, sajdulás, roppanás a vég előszobájának tetszik. Persze, fiatalon is igen könnyen meg lehet halni – néhányszor nekem is majdnem sikerült. Ha az Úr komolyan gondolja, különösebb indoklás nélkül már öt-, tizenöt vagy huszonöt évesen elvehetett volna, még a dolgok elbonyolódása előtt. Lehetett valami terv, mert akkor nem vándoroltatta volna északra állítólagos talján anyai őseimet, és nem vándoroltatta volna délre állítólagos ruszin apai őseimet, hogy félúton összetalálkozzanak a Kárpát-medencében, és én e társtalan nyelv gyönyörű nyűgében tölthessem el az életemet. Nehéz eldönteni: az Isten akkor kegyesebb-e hozzánk, ha hirtelen, váratlanul szólít el, vagy ha módot és időt ad a felkészülésre, a megbánásra, a dolgaink elrendezésére? Akkor sújt-e, ha igazán szeret? Ez utóbbi változat amúgy valószínűleg több szenvedéssel jár, de például azzal a felismeréssel is, hogy a szerelem nem korfüggő. A hit, a remény, a szeretet sem az. A lélek nem feltétlenül vénül a testtel, vagy legalábbis idebentről így érezni. Az élemedett embert olykor kifejezetten kamaszos dühök, indulatok, méltatlankodások feszítik. Így aztán ezek, amiket mostanság megélek, nem annyira transzcendens, mint evilági tapasztalatok. Istenkapcsolat? Mintha a temérdek háborgás után némiképp megbékéltünk volna egymással. Mintha egyértelművé vált volna, hogy a halál, a túlvilág is a terv része. Ülünk egymás mellett, és nagyokat hallgatunk. Van idő bőséggel. Csakis idő van” – olvasható Csontos János élete utolsó, Zsille Gábornak adott interjújában.

## Verseskötetek
- 1991 Menekült iratok
- 1991 Szabadulási mutatvány
- 1994 Határfolyam
- 1997 Szonettregény
- 1997 Szajnaparti szonettek (magyarul és franciául, ford. Ditrói Ákos)
- 2002 XL (összegyűjtött versek, 1980–2002)
- 2002 Haiku-naptár (bolgárul, ford. Szvetla Kjoszeva)
- 2007 Para (Hódolat a magyar költészetnek)
- 2008 Száz év talány (Kiegészítések József Attilához)
- 2011 Delelő (összegyűjtött versek, 2002–2010)
- 2014 Egy mondat a hazugságról
- 2014 Az év versei (szerk.)
- Tízes évek. Versek, 2011-2014; Magyar Napló, Bp., 2015
- 2016 Szajnaparti szonettek (2. kiadás, magyarul és franciául, ford. Ditrói Ákos)
- Ezeregy nappal. Versek, 2015–2017; Magyar Napló, Bp., 2017[5]

## Egyéb könyvek
- 1990 Együtt és külön (interjúk, kilenc költővel)
- 1990 Apróza
- 1996 Gondolatok a lomtárban (publicisztikák)
- 1997 Egy világpolgár vallomásai (életútinterjú Frank Tiborral)
- 1999 Urbanisztika 2000 (szerk., Lukovich Tamással)
- 2000 A mi Ausztráliánk (album, Farkas Péterrel és Lukovich Tamással)
- 2001 Kétezer leütés (publicisztikák; Osszián néven)
- 2002 A mi Budapestünk (szerk., Lukovich Tamással)
- 2002 Polgári kaszinó (publicisztikák)
- 2002 A csapatember (életútinterjú Schmitt Pállal)
- 2002 A mi Pest megyénk (riportok)
- 2003 Flowers in the Backyard (Virágok a hátsó udvarban; életútinterjú Frank Tiborral; angolul, ford. Csepiga Zoltán)
- 2004 Europa Nova (tárcák)
- Ezüstkor. Írások a kétezres évekből; Nemzet, Bp., 2005
- 2006, 2008, 2011 Tizenkét kőmíves (interjúk, Csontos Györgyivel)
- Mihály Zoltán–Csontos János: Kárpát-koszorú. Csángóföldtől Őrvidékig; Kráter, Pomáz, 2008
- 2013 Volt egyszer egy VÁTI (Egy tervezőiroda története 1950–2000; Aczél Gáborral és Lukovich Tamással)
- Karnevál. Tárcák, 2011-2014; Napkút, Bp., 2014
- 2014 Nyitott Műhely I–II. (interjúk, szerk.)
- 2015 Angyaldekameron (regény)
- 2016 Őrangyalok/Guardian Angels (A magyar légiforgalmi irányítás száz éve/100 Years of Hungarian Air Traffic Control 1916–2016, magyarul és angolul)
- 2017 Építészkorzó (interjúk)[5]
- 2017 Írókorzó (interjúk)[5]
- Erős Kinga–Csontos János: Fogadd el számadásom; Orpheusz, Bp., 2017
- Delta. Egy történet cserepei; Guttenberg Pál Népfőiskola–Orpheusz, Terény–Bp., 2019

## Színpadi produkciók
- 2005 Száz év talány (versszínház; rendező: Oberfrank Pál)
- 2005 Részekre szabdalt hitünk (versszínház; rendező: Szíki Károly)
- 2007 Polgári Kabaré (rendező: Csabai János)
- 2011 Bajza Kabaré (rendező: Oberfrank Pál)
- 2015 Világegész és töredék (versszínház; rendező: Erdélyi György)

## Ismeretterjesztő sorozatok
- 2002 Uniós csodák I–III. (Karádi Zitával és Lukovich Tamással)
- 2005, 2007, 2010 Tizenkét kőmíves/Twelve Bricklayers I–XXXVI. (Csontos Györgyivel, magyarul és angol felirattal, ford. Karádi Zita)
- 2006 Hetedhét ország I–VII. (városklipek)
- 2007 Hild-díjas városok I–LII. (Farkas Antallal és Novák Lajossal)
- 2007 Magyarország madártávlatból I–VIII. (Farkas Antallal)
- 2008 Építészet XX/Architecture XX (A XX. századi magyar építészet egyes kimagasló törekvései; Csontos Györgyivel és Karádi Zitával)
- 2009 A mindenség modellje I–XVI. (Kortárs templomépítészet; Csontos Györgyivel és Wesselényi-Garay Andorral)
- 2010 Helyreállított népi műemlékek I–L.
- 2011 Írók szövetségben I–VIII. (Magyar Írószövetség, 1986–2011)
- 2011, 2012 Urbanisták I–XII. (Aczél Gáborral és Lukovich Tamással)
- 2013 A3 (Építészet a köbön) I–XXVII. (Csontos Györgyivel)
- 2015 Zsinagógák népe/People of Synagogues I–IV. (Klein Rudolffal és Szabó Mihállyal, magyarul és angolul, ford. Karádi Zita)
- 2016 Zenedoboz I–XL. (Hollerung Gáborral és Szabó Mihállyal)
- 2016 Írókorzó I–XX. (Szabó Mihállyal)

## Dokumentumfilmek
- 2001 Szórványban (Makó Andreával)
- 2001 Ózdi munkáskolóniák (Csontos Györgyivel és Karádi Zitával)
- 2002 Bolgár kalauz (Szondi Györggyel)
- 2002 Aki megszólaltatta a követ (Kortársunk, Ybl Miklós; Csontos Györgyivel)
- 2003 Budapest fürdőváros (Makó Andreával)
- 2005 Tizenkét kőmíves (szonettfilm)
- 2006 Európai kóborlások (szonettfilm)
- 2006 Kós Károly nyomában (Farkas Antallal és Novák Lajossal)
- 2006 Skizofrén Afrodité (Pillantás a megosztott Ciprusra; György Zsomborral)
- 2007 Wass Albert földjén (Mezőségi kilátások; Turcsány Péterrel)
- 2007 Építészet a negyediken (Vadász Bence és a dinasztia)
- 2008 Ecset és katedra (Platthy György festőművész emlékezete; Hámori Andreával)
- 2008 Késleltetett feltámadás (Zala György szobrászművész emlékezete)
- 2008 Isten vagy Sátán – harmadik út nincs (Az ezeréves Pósa Zoltán)
- 2008 Építészet és művészet (Kévés György építészete; Farkas Antallal)
- 2008 Építészet és közélet (Kálmán Ernő építészete)
- 2008 LXXX (id. Kálmán Ernő építészete)
- 2009 A megújuló energia nyomában (Biofűtőművek Burgenlandban; Lukovich Tamással)
- 2009 Egy magyar építész Sanghajból: Hudec László (Jánossy Péter Sámuellel)
- 2009 A tárgytól a városig (Novák István építészete)
- 2009 Négykezes (Kőnig Tamás és Wagner Péter építészete)
- 2009 Országépítők (Főépítészek a Kós Károly Egyesülésből)
- 2009 A lénytől a lényegig (Zsigmond Ágnes és Zsigmond László építészete)
- 2009 Barcelona, az építészet paradicsoma (Csontos Györgyivel, Novák Lajossal és Kálmán Ernővel)
- 2009 Együtt és külön (A Kilencek költőcsoport – húsz év múlva; Novák Lajossal)
- 2010 Mozgó Modern/Movi(e)ng Modern (A Bauhaus szellemében Pécsett alkotó építészek; Csontos Györgyivel és Karádi Zitával)
- 2010 A MÉSZ története, 1902–2010 (Csontos Györgyivel)
- 2010 Makovecz 75 (Novák Lajossal)
- 2011 Csillagok árvája (Utassy József emlékezete)
- 2011 Színről színre (Jankovics Marcell Tragédiája; Novák Lajossal)
- 2011 Újjáépítők (Kolontár–Devecser, 2010–2011)
- 2011 Apostolok útján (Zalai Tóth János emlékezete; Tóth Gáborral)
- 2011 Földalatti történet (A négyes metró építészete; Tóth Gáborral)
- 2012 Tokió, az építészet fővárosa (Novák Lajossal)
- 2012 Breuer Marcell nevében (A Pollack Doktori Iskola Pécsett; Csontos Györgyivel)
- 2012 A nemzet főtere (A Kossuth tér; Tóth Gáborral)
- 2012 Demokrácia és hagyomány (Novák Lajossal)
- 2013 Közösségi építészet (Pillantás a KÖZTI műhelyébe; Tóth Gáborral)
- 2013 Volt egyszer egy Folyam (Egy szentendrei folyóiratról – húsz év múlva)
- 2013 Szabad kézzel (Bachman Zoltán építészete; Csontos Györgyivel és Novák Lajossal)
- 2013 Új ornamentika (háromképernyős film; Szegő Györggyel és Novák Lajossal)
- 2016 Őrangyalok (Szabó Mihállyal)
- 2016 Magyar építészet Kínában (Szabó Mihállyal és Kálmán Ernővel)
- 2016 Hazatérők (Erős Kingával és Szabó Mihállyal)
- 2016 A forradalom festője (Csizmadia Zoltán; Szabó Mihállyal)
- 2016 Üvöltő stadioncsend (Tóth Gáborral és Mitrovits Miklóssal)

## Építészeti magazinok
- 2007–2010 Kő kövön (Hír Tv, 66 adás; Novák Lajossal)
- 2011 Építészet XXI (Duna Tv, 25 adás; Tóth Gáborral)
- 2014, 2015, 2016 Építészkorzó (M1, Duna Tv, 30 adás; Szabó Mihállyal)

## Díjak
- 1999 Pethő Tibor-emlékérem (újságírás)
- 2004 Szellemi Honvédelemért díj (újságírás)
- 2009 Kós Károly-díj (építészeti filmezés)
- 2009 Dercsényi Dezső-sajtódíj (örökségvédelmi filmezés)
- 2011 Quasimodo-különdíj (in: Salvatore Quasimodo-emlékdíj) (költészet)
- 2011 Magyar Urbanisztikáért díj (urbanisztikai filmezés)
- 2011 Ezüst Ácsceruza (építészeti filmezés; Csontos Györgyivel)
- 2013 Csengery Antal-díj (újságírás)
- 2013 Bertha Bulcsu-emlékdíj (újságírás)
- 2015 József Attila-díj (irodalom)
- 2015 Tokaji Írótábor Kishordó-díja (irodalom)

## Filmes kiállítási részvételek, díszbemutatók
- 2001 Városi Könyvtár, Ózd
- 2002 Ipari Műemléki Filmfesztivál, Ostrava
- 2005 óta budapesti filmbemutatók: Építész Pince, Fuga Építészeti Központ, MÉSZ-székház, MUT-székház, Magyar Írószövetség székháza, Polgárok Háza, Örökség Galéria
- 2005 Marosvásárhely
- 2007, 2009, 2015 Uránia Nemzeti Filmszínház, Budapest
- 2007, 2014 Szentendre
- 2008 Wass Albert-gálaest, Budapest
- 2008, 2011 Zalaegerszeg
- 2008 UIA-triennálé, MÉSZ-stand, Torinó
- 2009 A mindenség modellje (Kortárs templomépítészet), Modem, Debrecen
- 2009 Folytatni a teremtést (Magyar élő építészet), Iparművészeti Múzeum, Budapest
- 2010 Európa Kulturális Fővárosa, Uránia Mozi, Pécs
- 2010 óta filmek folyamatos vetítése angolul: Fuga Építészeti Központ, Budapest
- 2011 Havas Boldogasszony Plébániatemplom, Zebegény
- 2011 UIA-triennálé, MÉSZ-stand, Tokió
- 2011 Nemzetközi Építészeti Filmfesztivál, Isztambul
- 2011 Balatonfüred
- 2012 Makovecz Imre-emlékest, Szent Imre Gimnázium, Budapest
- 2014 Építészeti Nemzeti Szalon, Műcsarnok, Budapest
- 2015 Apolló Mozi, Debrecen
- 2015 Zala György, a közterek klasszikusa, Műcsarnok, Budapest
- 2016 Kós Károly-terem, Nagyszeben
- 2016 Építészeti Nyári Egyetem, Kolozsvár
- 2016 Hazatérők, Tokaji Írótábor